# Баломіряса
Баломіряса (рум. Balomireasa) — село у повіті Вилча в Румунії. Входить до складу комуни Стойлешть.
Село розташоване на відстані 145 км на захід від Бухареста, 21 км на південь від Римніку-Вилчі, 78 км на північний схід від Крайови, 127 км на південний захід від Брашова.

## Населення
За даними перепису населення 2002 року у селі проживали 206 осіб, усі — румуни. Усі жителі села рідною мовою назвали румунську.